# Фиджийская морская дева

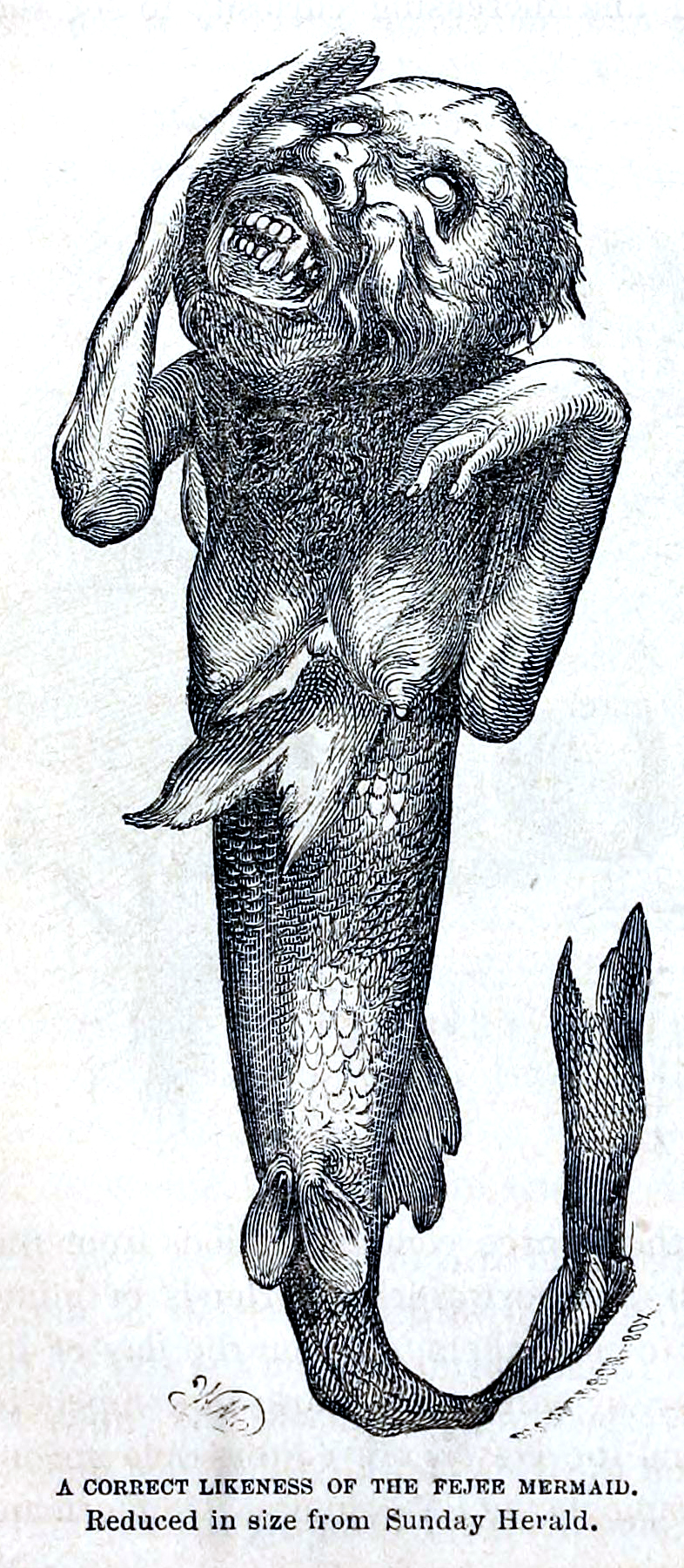
Рисунок «оригинальной» фиджийской морской девы из коллекции Барнума, 1842 год

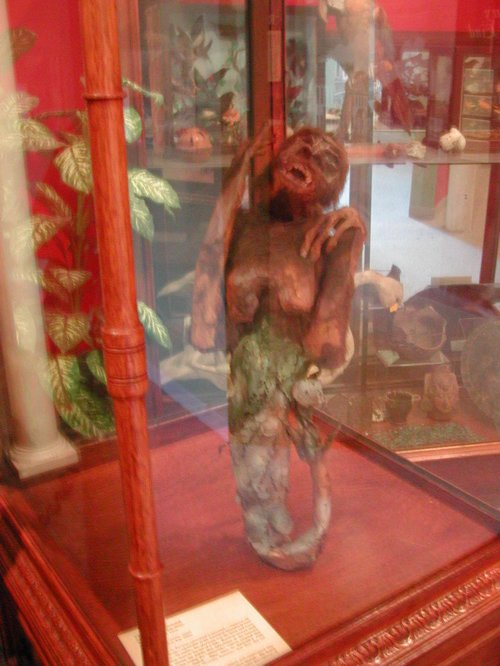
Американский музей Барнума, 2005 год

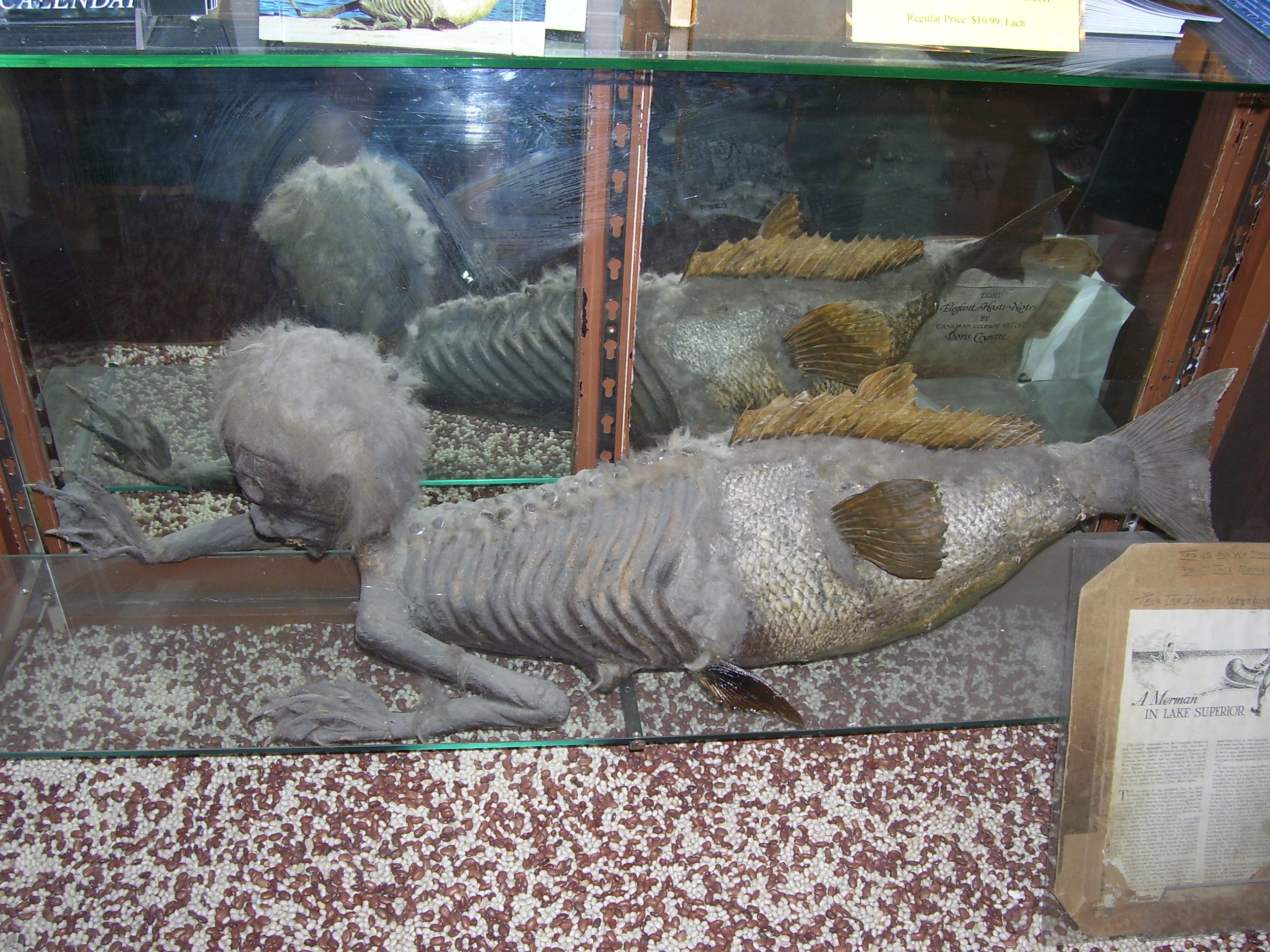
«Морская дева» из города Банф

Фиджийская морская дева — общее название популярного в XIX веке экспоната всевозможных бродячих «выставок диковин» и уличных шоу. Объект представлял собой туловище и голову небольшой (или неполовозрелой) обезьяны, пришитые к задней части туловища крупной рыбы и покрытые папье-маше. На «выставках» этот объект был представлен как мумифицированное тело реального существа — «морской девы», которое якобы было наполовину млекопитающим и наполовину рыбой; поскольку испокон веков таких существ в фольклоре называли морскими девами (англ. mermaid), то это же название закрепилось и за данным экспонатом. Термин «фиджийская» в название попал из-за того, что Финеас Барнум в своих показах популяризировал версию о том, что такие существа якобы отлавливаются у берегов Фиджи, которые в те времена (середина XIX века) были практически неизвестны простому населению США и Европы.

## История
«Морские девы» выставлялись на импровизированных «выставках диковин» на публике в течение столетий. В качестве экспонатов нередко выступали тела загримированных дюгоней или детей, страдавших редким заболеванием — сиреномелией. В эпохи Ренессанса и барокко «морские девы» оставались одними из главных экспонатов так называемых кабинетов курьёзов. Однако экспозиция, которая создала концепцию «фиджийской морской девы», стала популярной из-за деятельности Финеаса Тейлора Барнума, хотя с тех пор многократно копировалась другими мистификаторами, в том числе в коллекции знаменитого Роберта Рипли. Оригинальный экземпляр был показан по всем США в ходе турне, но был потерян в 1860-х годах, когда музей Барнума сгорел. Последующий экземпляр был приобретён Музеем археологии и этнологии Пибоди Гарвардского университета и по настоящее время размещён в мансарде хранилища музея.
«Фиджийская морская дева» поступила во владение Барнума через его бостонского коллегу Мозеса Кимбалла, который привёз подделку Барнуму в конце весны 1842 года. 18 июня Барнум и Кимбалл вступили в письменное соглашение на использование этого «курьёза, который, должно быть, есть морская дева». Кимбалл оставался единственным владельцем трупа существа и сдавал его Барнуму в аренду за 12 с половиной долларов в неделю. Именно Барнум окрестил его «Фиджийская морская дева». В выставке Барнума говорилось, что существо якобы было поймано у берегов островов Фиджи в 1842 году «доктором Дж. Гриффином». Дж. Гриффином  на самом деле был Леви Лайман, один из ближайших соратников Барнума.
Хотя многие люди верили Барнуму, Фиджийская морская дева на самом деле была всего лишь туловищем и головой детёныша обезьяны, пришитыми к задней части большой рыбы и покрытыми папье-маше. Тем не менее обман существовал на протяжении десятилетий: идея Барнума была подхвачена и развита множеством дельцов, став одной из самых известных мистификаций XIX и первой половины XX века.